# Kreuzhöhle
Die Kreuzhöhle ist eine Tropfsteinhöhle in Iserlohn. Sie ist etwa 750 Meter lang. Sie ist nach dem Eisernen Kreuz aus dem Jahre 1816 benannt, das sich nahe am Höhleneingang befindet. Der älteste Bericht, der dieser Höhle zugeordnet wird, stammt aus dem Jahre 1477.